# Ligularia lamarum
Ligularia lamarum là một loài thực vật có hoa trong họ Cúc. Loài này được (Diels ex H.Limpr.) C.C.Chang mô tả khoa học đầu tiên năm 1935.